# 省略号
（......），用于省略原文的符号，行文中占二格。文章內使用時機為：
一、“省略引文用省略號標明。”
二、“省略例子用省略號標明。”
三、“說話斷斷續續可用省略號標示。”
四、“用在表示节省原文或语句未完、意思未尽等。”
中华人民共和国国家标准的中文裡省略號和「等等」只可任用其一，如果用了省略號，就不應再寫「等等」，例如“中國傳統節日有端午節、中秋節、重陽節......等”並不正確。中華民國教育部的《重訂標點符號手冊》修訂版無此規定。
網際網路中，常见三個句号（。。。）表示省略号的错误用法。另外，多個句号也可能表达无语的语气。
中华民国教育部《重编国语辞典修订本》曾收录「點點點」一词并称其為省略号的口語表示法，后引起争议而删除。

## 用法舉例
- 省略引文：
  - 她輕輕哼起了《鋼琴協奏曲》：「月兒明，風兒靜，樹葉兒遮窗櫺啊……」
- 省略列舉：
  - 辭典可以告訴我們許多詞語，包括人名、地名、制度、成語、典故……的含義。
- 表示説話斷斷續續：
  - 「我……對不起……大家，我……沒有……完成……任務。」